# Lijst van voetbalinterlands Azerbeidzjan - Spanje

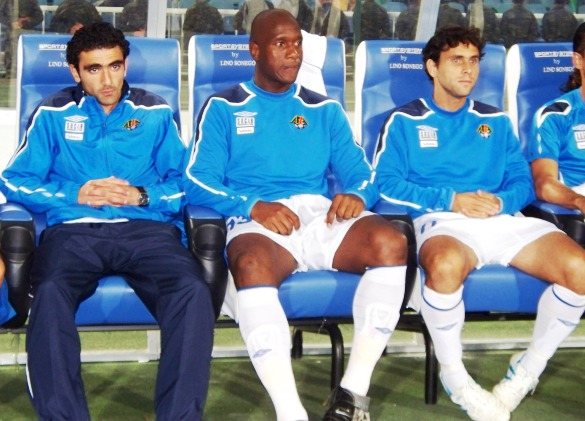
Bakoe, 9 juni 2009

De lijst van voetbalinterlands Azerbeidzjan - Spanje bevat een overzicht van alle officiële voetbalwedstrijden tussen de nationale teams van Azerbeidzjan en Spanje. De landen speelden tot op heden een keer tegen elkaar: een vriendschappelijke wedstrijd, op 9 juni 2009 in Bakoe.

## Wedstrijden
| № | Plaats | Datum       | Competitie        | Wedstrijd             | Uitslag |
| - | ------ | ----------- | ----------------- | --------------------- | ------- |
| 1 | Bakoe  | 9 juni 2009 | Vriendschappelijk | Azerbeidzjan – Spanje | 0 – 6   |

## Samenvatting
| Competitie        | Totaal gespeeld | Winst Azerbeidzjan | Gelijk | Winst Spanje | Doelsaldo Azerbeidzjan – Spanje |
| ----------------- | --------------- | ------------------ | ------ | ------------ | ------------------------------- |
| Vriendschappelijk | 1               | 0                  | 0      | 1            | 0 − 6                           |
| Totaal            | 1               | 0                  | 0      | 1            | 0 − 6                           |

Wedstrijden bepaald door strafschoppen worden, in lijn met de FIFA, als een gelijkspel gerekend.